# St. Peter (Linz)

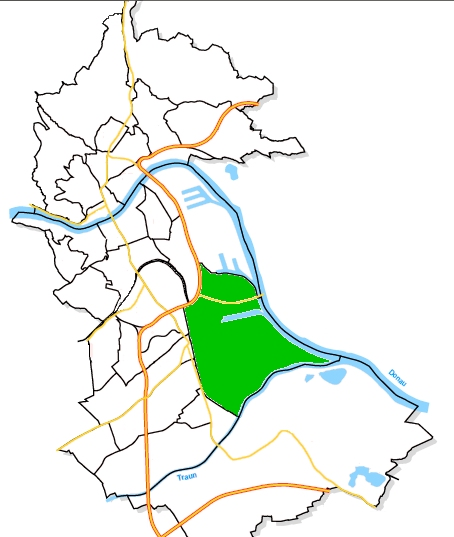
Alter Stadtplan mit der Lage von St. Peter (Stand 2000)

St. Peter war bis zur Eingemeindung 1915 ein Vorort im Osten der Stadt Linz und bis Ende 2013 zugleich Stadtteil und Statistischer Bezirk. Dieser wurde 2012 von 254 gemeldeten Einwohnern bewohnt. Das Gebiet gehört seit 2014 größtenteils zum neu geschaffenen Statistischen Stadtteil Industriegebiet-Hafen, ein kleiner Teil ging an das Franckviertel. Auf der Fläche existiert noch die Katastralgemeinde St. Peter.

## Geschichte
Bereits im Jahr 1111 wird eine kirchliche Gemeinde (Ecclesia) erwähnt und Mitte des 12. Jahrhunderts eine dem heiligen Petrus geweihte Kirche oder Kapelle mit Bestattungsrecht. Diese wurde durch das Stift Sankt Peter in Salzburg und das Domkapitel der Erzdiözese errichtet.

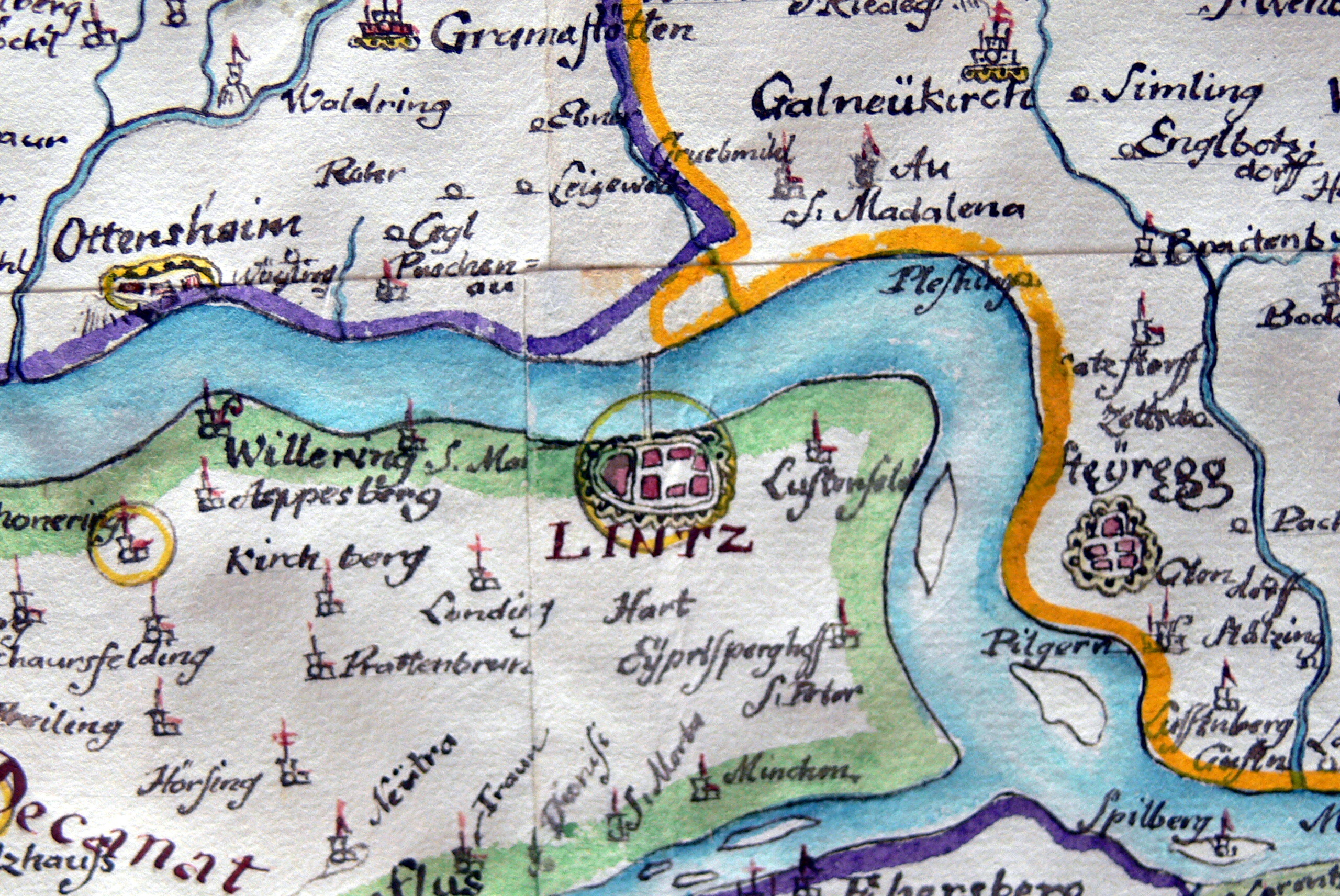
Landkarte der Diözese Passau (1719) – Detail: Linz und Umgebung mit St. Peter

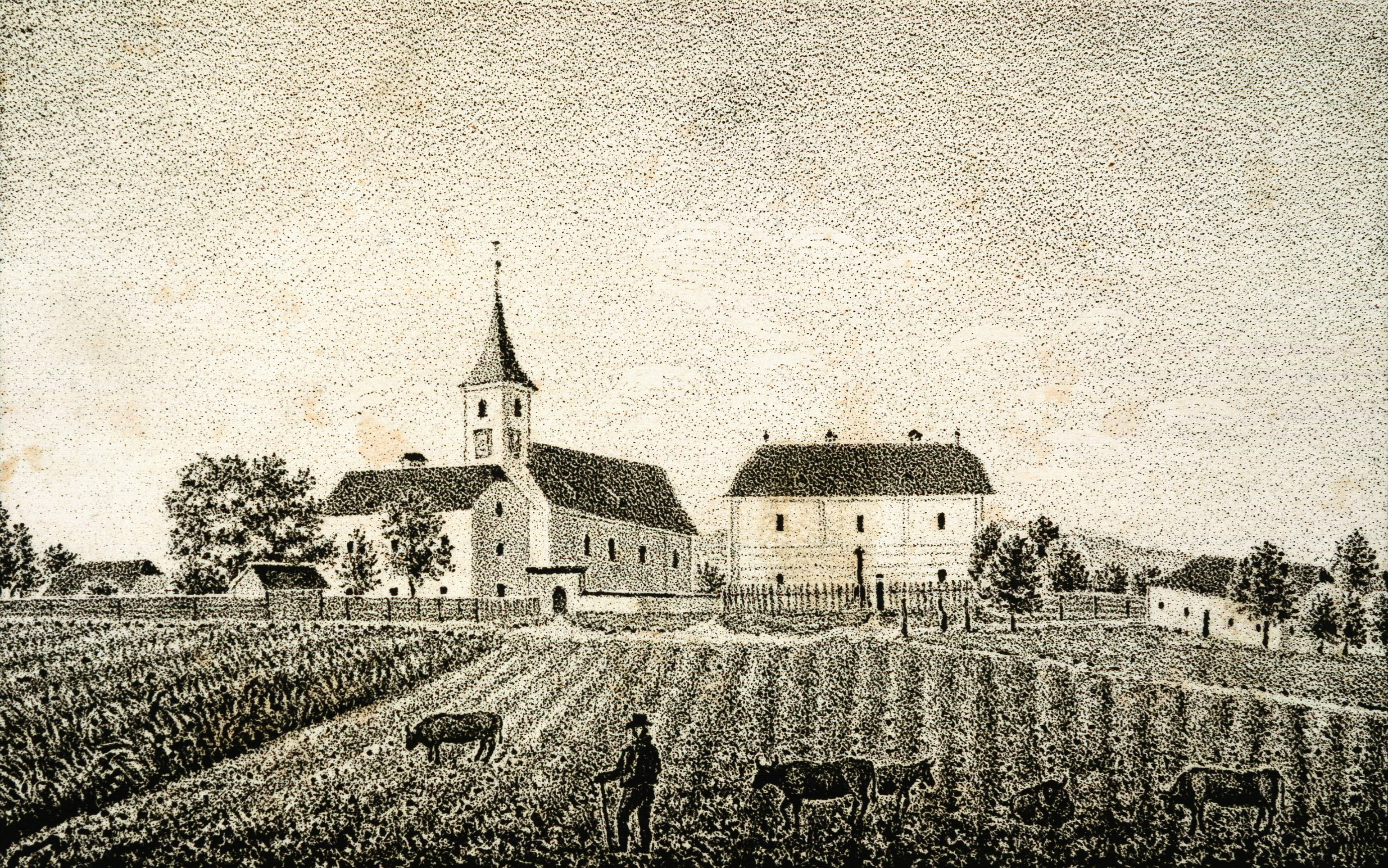
Ansicht von St. Peter um 1836. Lithographie von Johann Bauer

Das Dorf St. Peter hatte 1827 298 Einwohner in 46 Häusern und das benachbarte Zitzlau, mit dem St. Peter die gleichnamige Pfarre bildete, 365 Einwohner in 40 Häusern. 1863 wurde St. Peter selbstständige Pfarre und bereits zuvor 1851 selbstständige Gemeinde. Das Dorf St. Peter wurde 1915 in das Stadtgebiet von Linz eingemeindet. Ursprünglich bäuerlich geprägt, wurden im 19. Jahrhundert in St. Peter einige Fabriken ansässig, so etwa die Seifenfabrik Josef Estermann und ein Werk der Kleinmünchner Spinnerei, die einige hundert Arbeiter beschäftigten. 1932 bis 1937 wurden zahlreiche Einfamilienhäuser als Stadtrandsiedlungen zur Linderung der damaligen Wohnungsnot errichtet. Ein paar dieser Häuser sind in der Strattnerstraße und Gaisbergerstraße bis heute erhalten. Da St. Peter für die Linzer ein beliebtes Ausflugsziel war, existierten hier auch einige Gasthäuser.
Da aufgrund der Nähe zur Donau der gesamte Osten von Linz nur dünn bebaut war, wurde nach der Regulierung der Donau 1934 ein neuer Flächenwidmungsplan ausgearbeitet, in welchem die Region für Industrieansiedlungen vorgesehen war. Im Jahr 1938 wurde der Stadtteil St. Peter-Zizlau von den Nationalsozialisten für die, ursprünglich im Raum Enns-Asten geplanten, Hermann-Göring-Werke – später VÖEST, heute voestalpine – ausgelöscht. 4.500 Einwohner wurden in andere Stadtteile umgesiedelt, wo Ersatzunterkünfte zur Verfügung gestellt wurden. Rund 500 Hausbesitzer bekamen mit neuen Siedlungshäusern bebaute Baugründe im Keferfeld, Bewohner von Mietwohnungen wurden großteils in die heutige Wiener Straße im Stadtteil Kleinmünchen umgesiedelt. Diese Unterkünfte hatten teilweise Annehmlichkeiten wie Bäder mit fließendem Wasser.
Im Zuge der Adaptierung der Flächen für den Bau des Stahlwerks wurden 1938 auch die Gebeine von rund 1600 Verstorbenen vom Friedhof der Pfarre St. Peter in den Friedhof Kleinmünchen umgebettet, da der Friedhof ebenfalls weichen musste. Der Friedhof St. Peter war dabei eigentlich als neuer Stadtfriedhof von Linz vorgesehen gewesen, die Umbettung soll 40.000 Reichsmark verschlungen haben. Die Pfarre St. Peter selbst wurde nach Linz-Spallerhof transferiert und existiert dort heute noch als Pfarre Linz–St. Peter.
Im Rahmen der Neuordnung der Bezirke von 1. Jänner 2014 (Beschluss des Stadtsenats von September 2013) ging St. Peter größtenteils im neu geschaffenen Bezirk Industriegebiet-Hafen auf. Ein kleiner Teil ging an das Franckviertel.
Auf der Fläche des ehemaligen Stadtteils existiert noch die Katastralgemeinde St. Peter (KG 45208), diese grenzt im Süden an Ufer (KG 45209), im Westen an Kleinmünchen (KG 45202) und Waldegg (KG 45210), im Norden an Lustenau (KG 45204) und im Osten an Steyregg (KG 45641, Nachbargemeinde Steyregg).

### Geografie und Bevölkerung des ehemaligen Stadtteils

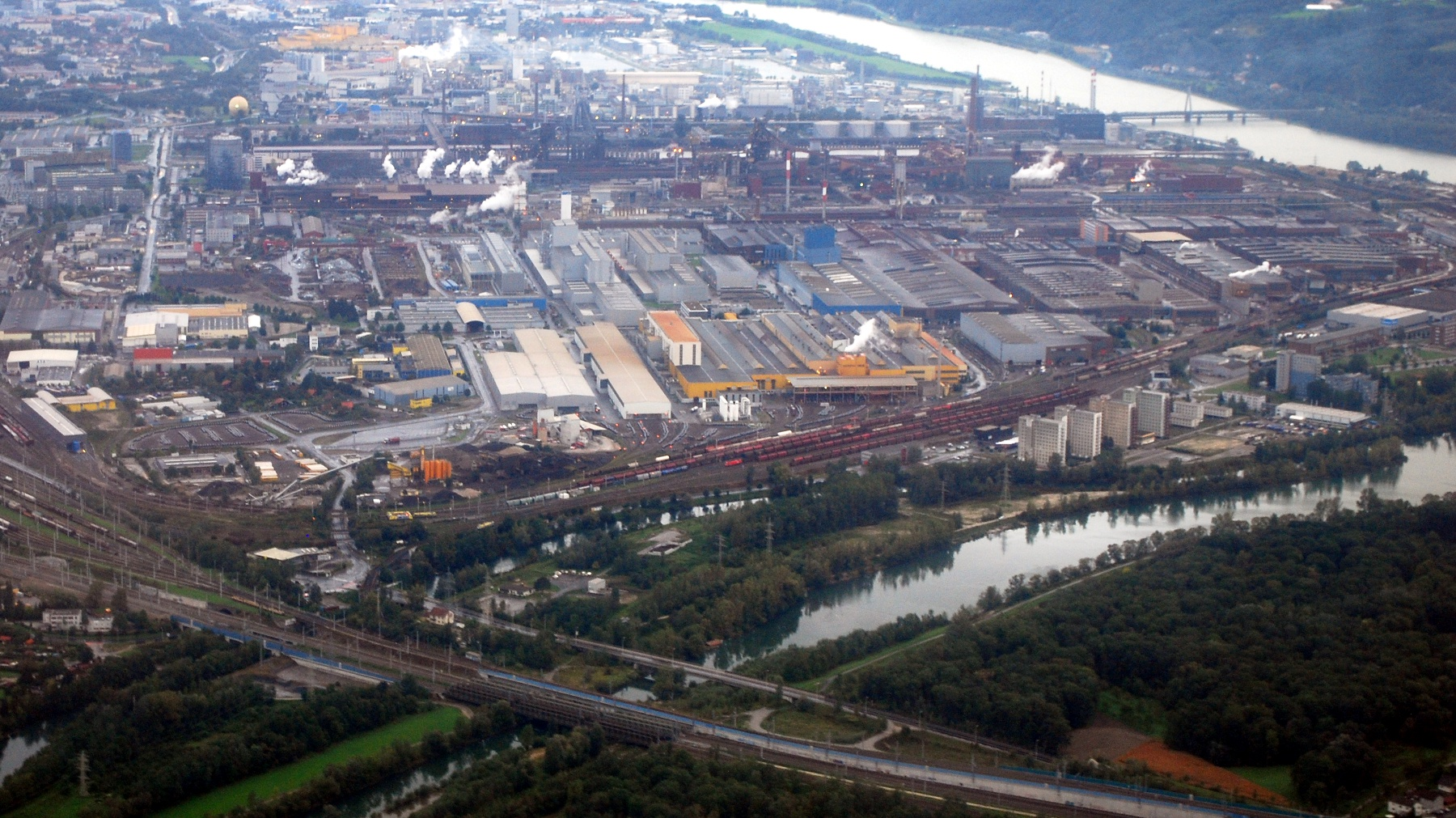
Industriegebiet in St. Peter (2012)

St. Peter lag im Osten der oberösterreichischen Landeshauptstadt Linz und grenzte im Norden an die Stadtteile Lustenau, im Osten durch die Donau getrennt an die Gemeinden Steyregg und Luftenberg, im Süden an den Stadtteil Ebelsberg und im Westen an die Stadtteile Kleinmünchen und Waldegg. Die Fläche betrug 9,14 km² und die Höhe 266 m ü. A. Die weiteste Ausdehnung von Osten nach Westen betrug rund drei Kilometer, von Norden nach Süden rund neun Kilometer. Es gab 2012 nur 125 Wohnungen, jedoch 600 Gebäude. Dies rührt daher, dass auf dem Gebiet die voestalpine und der Chemiepark Linz liegen. Auch die geringe Einwohnerzahl (0,1 Prozent der Linzer Bevölkerung) lässt sich somit erklären.
Der Stadtteil und Statistische Bezirk St. Peter wurde im Süden durch den Fluss Traun und im Osten durch die Donau begrenzt. Dasselbe gilt auch für die noch existierende Katastralgemeinde.